# Yamina Bachir-Chouikh
Pour les articles homonymes, voir Chouikh.
Yamina Bachir-Chouikh (en arabe : يمينة بشير شويخ) est une monteuse, scénariste et réalisatrice algérienne née le 20 mars 1954 à Alger et morte le 3 avril 2022 dans la même ville.

## Biographie

### Carrière
Yamina Bachir-Chouikh fait ses premiers pas dans le cinéma en 1973 en entrant au Centre National du Cinéma algérien, où elle s'initie aux métiers de la profession. Elle est scripte pour deux films importants du cinéma maghrébin : Omar Gatlato (1976) de Merzak Allouache et Vent de sable de Mohammed Lakhdar-Hamina (1982). Elle assume, par la suite, la responsabilité du montage sur la plupart des réalisations de Mohamed Chouikh dont elle deviendra l'épouse : La Citadelle (1989), Youcef ou la légende du septième dormant (1993), L'Arche du désert (1997), Douar de femmes (2005), mais aussi pour Okacha Touita avec Le Cri des hommes (1994). Sa première réalisation Rachida (2002), traite des années difficiles liées à la montée du terrorisme islamiste en Algérie,,. Elle connait un retentissement international, et est présenté dans de nombreux festivals : au festival de Cannes 2002 dans la catégorie Un certain regard,, au festival miroirs et cinémas d'Afriques de Marseille et au festival du film de Londres où il est primé, etc. En 2010, elle consacre un documentaire de plus d'une heure, Hier... aujourd'hui et demain, à l’engagement des femmes algériennes pendant la guerre d'Algérie.

### Vie privée et mort
Yamina Bachir-Chouikh fut mariée au réalisateur Mohamed Chouikh et est la mère de Yasmine Chouikh, également réalisatrice.
Elle meurt le 3 avril 2022 à Alger à l'âge de 68 ans, des suites d'une « longue maladie ».

## Filmographie (comme réalisatrice)
- 2002 : Rachida
- 2003 : Louisa Sid Ammi (court métrage)
- 2010 : Hier... aujourd'hui et demain documentaire historique